# Bad Girl (Madonna-dal)
A Bad Girl című dal Madonna amerikai dalszerző, énekesnő ötödik stúdióalbumának, az Erotica címűnek a harmadik kimásolt kislemeze, amelyet Madonna, Shep Pettibone és Antony Shimkin írt. A producer Madonna és Pettibone volt. A dal 1993. február 2-án jelent meg a Maverick Records kiadónál. A dal egy lírai felvétel, mely egy olyan nőről szól, aki elégedetlen az életével, és szomorú a véget ért romantikus kapcsolat miatt.
A "Bad Girl" pozitív értékelést kapott a zenekritikusoktól, akik a dalt tragikusnak nevezték, ugyanakkor pedig dicsérték a dal kifinomultságát és üzenetét. A dal szerény helyezést ért el a listákon, így az amerikai Billboard Hot 100-as kislemezlistán csupán a 36. helyig sikerült jutnia. Az Egyesült Királyság kislemezlistáján pedig a 10. helyezett volt. A dalhoz készült videoklipet David Fincher rendezte, aki korábban már rendezett klipet Madonnának. Többek között az Express Yourself, Oh Father és a Vogue klipeket. A klipben Madonna egy végrehajtót játszik, aki különféle férfiakkal találkozik. Ezeket az embereket a videó végén meggyilkolják. A klipben szerepel Christopher Walken amerikai színész is, aki Madonna őrangyalát játssza.
Madonna csak egyszer adta elő a dalt élőben a Saturday Night Live című műsorban 1993 januárjában. Az előadás végén utalt Sinéad O’Connor cselekedeteire, amikor összetépte a II. János Pál pápáról készült fényképet, és azt kiabálta: "Küzdelem az igazi ellenséggel". Ezt O'Connor szintén a Saturday Night Live fellépése alatt tette meg 1992 októberében. A Madonna által összetépett fényképen Joey Buttafuoco volt.

## Előzmények
Az A League of Their Own forgatása után Madonna 1991 végén kezdett dolgozni ötödik stúdióalbumán az "Erotica" címűn Shep Pettibone-val együtt New York-i lakásstúdiójában. A "Bad Girl", a Deeper and Deeper, a "Rain" és a "Thief of Hearts" alkották az album első dalait, melyeken együtt dolgoztak. Madonna írta a dalok szövegét, miközben Pettibone a zenén dolgozott. Pettibone szerint a "Bad Girl" megírása az album egyik dalával, az "In This Life"-val bizonyítéka volt annak, hogy az "Erotica" melankolikusabb fordulatot vett ahelyett hogy egyre feljebb ment volna a boldogság felé. Madonna történetei sokkal komolyabbak, és intenzívebbek lettek, és határozottan mélyen személyes területekre tévedtek a dalok kreatív irányát illetően. A "Bad Girl" az "Erotica" harmadik kislemezeként jelent meg 1993 februárjában.

## A dal összetétele
A "Bad Girl" egy popballada, melyet Madonna, Shep Pettibone és Anthony Shimkin írtak. A producer szintén Madonna és Pettibone voltak. Madonna hangtartománya a dalban F#3-tól C#5-ig terjed. A dalszöveg egy nőről szól, aki rendkívüli szomorúságot él át egy sikertelen kapcsolat miatt. A napi életében fájdalmát kicsapongásokkal leplezi. Önpusztító életet él, lerészegedig, dohányzik, és egyéjszakás kalandokba menekül idegen férfiakkal. A dalban végig lelkiismeret furdalást fejez ki ilyen "rossz" viselkedés miatt. A The Madonna Companion: Two Decades of Commentary című könyv szerint a dal kielemeli az Erotica során feltárt fő témát, mely a szívfájdalom, gyötrelem, valamint a romantika veszélyeire hívja fel a figyelmet. Amikor a dal megjelent, erősen eltért Madonna akkoriban kialakult szexuális imázsától,. amelyeket az olyan dalok rendkívül megerősítettek szexuális jellege miatt, mint a Justify My Love és az Erotica, mert a szex ünneplése helyett a szex, hatalom, és az önbizalom összetett érzelmi metszéspontjait kutatta. A dal hangvétele melankolikus és kijózanító, ahol Madonna a következő sorokat adja elő: "Bad girl, drunk by six, kissing some kind stranger's lips. Smoked too many cigarettes today, I’m not happy when I act this way." Madonna Post-Modern Myth című könyvében a szerző Georges-Claude Guilbert rámutat arra, hogy a dal a klippel együtt hagyományos erkölcsi üzenetet közvetít, hozzátéve, hogy a dal valójában egy "jó" lányt ábrázol, aki képes bűnbánatot érezni erkölcstelen tettei miatt.
A "Bad Girl" maxi lemeze nem tartalmaz semmilyen remixet a dalból, csupán az "edit" és "extended" mixek találhatóak meg rajta, mely szinte majdnem megegyezik az eredeti album verziójával. A kislemez B. oldalán négy remix is található Az eredeti 1956-os Little Willie John "Fever" című dalából. A "Fever" videó remixe nincs a négy remix között. Jose F. Promis AllMusic kijelentette, hogy a kislemez lehetett volna jobb is, hozzátéve, hogy bár a "Fever" remixei egy lecsupaszított deep house változatai a dalnak, a kislemez egésze részesült a video remix felvételeiből.

## Kritikák
Jose F. Promis (AllMusic) kijelentette, hogy a dal "langyos" kereskedelmi fogadtatása nem tükrözi a dal művészi teljesítményét. Ebben arra gondolt, hogy amikor megjelent a dal, a közvéleménynek elege lehetett Madonna "rossz lány" imázsából. Louis Virtel a The Backlot munkatársa úgy jellemezte a dalt, mint egy "példabeszédet" egy nőről, aki belefáradt a rossz oldalon való járkálásba, hozzátéve, hogy ez egy klasszikus ballada nagyszerű üzenettel. JD Condsidine a Baltimore Sun munkatársa pozitívként értékelte a dalt, hozzátéve, hogy a sztereotip jóidős lány másik oldalát mutatja meg. Considide továbbiakban elmondja, hogy a dal refrénje olyan kijózanító, mint amilyen szomorú, hozzátéve, ha hallani a remegést Madonna hangjában, a hogy azt hangoztatja, hogy  'You'll always be my baby' elég ahhoz, hogy összetörje bármely hallgató szívét. Larry Flick a Billboard-tól "lírailag merésznek" nevezte a dalt. Scott Kaernan a Boston.com-tól a 30 legjobb Madonna dal listáján a 29. helyre tette fel a dalt, megjegyezve, hogy sokan figyelmen kívül hagyták a dalt az akkoriban fellépő legnyilvánvalóbban szexuális periódusának visszhatása miatt.
David Browne az Entertainment Weekly munkatársa úgy értékelte a dalt, mint "magányos" szerelembeteg áldozat dalt. James Masterton zeneíró "remekműnek" ítélte a dalt, hozzátéve, hogy egy dalban, melyben Madonna megmutatja a hangját, Madonna újabb slágereket rak össze. Alan Jones a Music Weektől vonzó, lassan feloldódó dalként jellemezte, és kellemes jól megcsinált dalnak nevezte az Erotica albumról. Arion Berger a Rolling Stone magazintól "lebilincselő" balladának nevezte a dalt, mely leírja egy lány elméjét, aki inkább összezavarja magát, minthogy véget vessen egy kapcsolatnak, amely túlságosan neurotikus ahhoz, hogy kezelje, és melyben a szereplők ártatlanok maradnak. Olyan, mintha Madonna felismerné azt a kényelmetlenséget, amelyet egy olyan nő emberi jellemének érzékelésekor érzünk, akinek funkciója tisztán szexuális. Maga is szexszimbólum, hűvösen eltávolítja saját személyisége fenyegetését. Peter Stanton a Smash Hitstől egyenesen könnyfakasztónak nevezte a dalt. Alfred Soto a Stylus Magazintól méltatta a dal kifinomultságát, kijelentve, meghazudtolva azokat, akik még mindig azt hiszik, hogy Madonna nem szól bele a lemezeibe. Soto kifejti továbbá, hogy Madonna eme dala a legmeggyőzőbb válasza a hírnévre, hozzátéve, hogy Madonna kitart amellett, hogy nem akar fájdalmat okozni, és ezt a hallgató el is hiszi.

## Slágerlistás helyezések
A "Bad Girl" az Egyesült Államok Billboard Hot 100-as lista 75. helyén debütált 1993. február 20-án. A dal a hatodik héten a 36. helyre került, így érte el a legnagyobb csúcsot, így Madonna első olyan kislemeze lett, amely nem lett Top 20-as sláger, és megtörte a 27 egymást követő Top 20-as slágerlistás sorozatot, amely 1983-ban kezdődött a Holiday című dallal. A "Bad Girl" 11 hétig volt még slágerlistás. Daryl Deino az Inquisitr munkatársa megjegyezte: "Amikor a dal a 36. helyre került, elérve a csúcsot, még Madonna támogatója is, Kurt Loder az MTV-nél csinált egy műsort, melyben bejelentette karrierje végét. A "Bad Girl" közepesen jól teljesített a Hot 100 Singles Sales és Hot 100 Airplay listákon, elérve a 36. és 44. helyezést, ahol tetőzött. A Hot Dance Music/Maxi-Singles Sales listán azonban az első helyre került, köszönhetően a Fever remixeinek, amelyek a maxi lemezeken szerepeltek.
A dal jobb helyezéseket ért el más országokban. Az Egyesült Királyságban a dal a 11. helyen debütált, és egy héttel később érte el csúcsát 1993. március 13-án a 10. helyen. Összesen hét hétig maradt slágerlistás helyezés. 2008-ig a "Bad Girl" 79.915 példányban kelt az az Egyesült Királyságban. A dal bekerült a legjobb 10 közé Izlandon, és a legjobb 20 közé Kanadában is, ahol a 3. illetve a 20. helyen végzett.  A dal Írországban a 20 helyre került, összesen öt hetet töltve az IRMA kislemezlistáján. Ausztráliában a dal Top 40-es lett, és az ARIA kislemezlista 32. helyén tetőzött 1993. április 11-én összesen hét hetet töltve ott is. A svájci, az Új-Zélandi RIANZ kislemezlistán, a Holland Top 40-es listán 25., 35. és 34. helyen tetőzött. A dal szerény sikert ért el a német kislemezlistán, ahol kilenc hétig szerepelt, és a 47. helyen végzett. A francia kislemezlistán a 44. helyen sikerült elérnie a csúcsot összesen négy hétig.

## Videóklip

### Összetétel

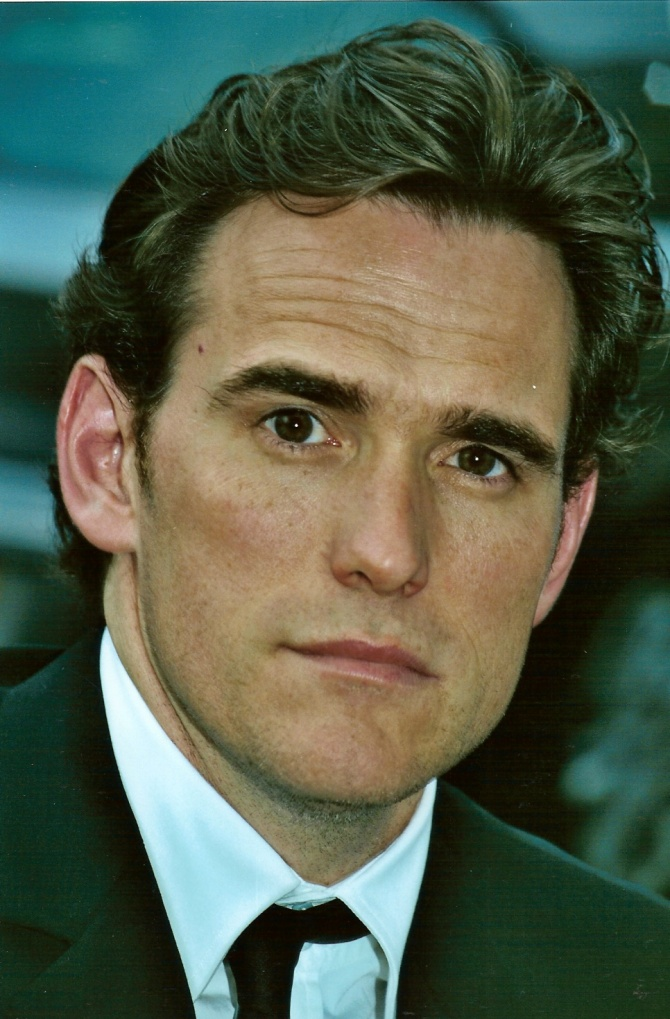
Matt Dillon is szerepelt a videóban egy rövid jelenetben, mint rendőrnyomozó.

Miután Ellen von Unwerth és Tim Burton is elutasította az ajánlatot a klip rendezésére, végül David Fincher rendezte, aki már dolgozott együtt Madonnával az Express Yourself, Oh Father, és Vogue klipjein. A klipet 1993 januárjában forgatták New Yorkban. A videoban Walken mellett Mark Margolis, Tomas Arana, Rob Campbell, James Rebhorn színészek is szerepelnek, valamint Matt Dillon aki a helyszínelő nyomozó szerepébe bújik.
Ez a klip volt az első olyan alkalom, amikor Madonnát ceruzával kihúzott szemöldökkel ábrázolták, miután előző kislemeze a "Deeper and Deeper" videója előtt leborotválták. Madonna elmondta, hogy a klip ötletét az 1977-ben megjelent amerikai film a Looking for Mr. Goodbar ihlette, amelyben a női főszereplő meglehetősen önpusztító életet él, és egy egyéjszakás kalandban szúrják halálra. További inspirációt az 1987-es francia-német romantikus fantasy film, a Wings of Desire is ihlette, amelyben láthatatlan angyalok népesítik be Berlint, és hallhatják az emberek gondolatát, vigasztalva a bajba jutottakat.

### Összegzés
A "Bad Girl" klipjében Madonna "Louise Oriole" karakterét alakítja, (Madonna középső neve Louise, Oriole pedig egy utca, ahol valaha élt) egy nagy hatalmú és sikeres, de végül magányos és depressziós női vezetőt, aki egy táncdohányos alkoholista, ki hajlamos az egyéjszakás kalandokra különböző férfiakkal. A jómódó yuppiktól a alacsony életűekig. Azért viselkedik így, hogy megpróbálja leküzdeni depresszióját, és szomorúságát egy olyan valakivel való kapcsolat miatt, akit nagyon szeret, de nincs jövője. Louse-t elvonja a cigeratta, az ital, mely napjait jellemzi, ami a dal szövegét is jellemzi.
Christopher Walken Madonna őrangyalát játssza, aki őrzi önpusztító tevékenységét. Az egyik jelenetben Louise egyedül ébred egy egyéjszakás kaland után, és egy kézzel írott cetlit fedez fel mellette a párnán. Nyilvánvalóan ideges, miután elolvassa a cetlit, majd összegyűri és a földre dobja. Egy másik jelenetben az látható, hogy elájul egy karosszéken, miután megivott egy egész üveg bort. Egy következő jelenetben az őrangyal felolvassa a cetlit, amelyen az áll: "Köszönöm, akárki is vagy." Egy későbbi jelenetben az őrangyal halálcsókon ad Louise-nak, egy férfival való utolsó találkozás előtt, melynek során az feltételezhető, hogy megfolytották egy harisnyával. Halála után megjelenik szellemként őrangyala mellett, aki felügyeli a rendőrséget, majd elviszi holttestét a hullaházba.

### Elemzés és fogadtatás
Amikor Scott Kearnan (Boston.com) felvette a "Bad Girl"-t saját a "30 legjobb Madonna dal" listájára, megjegyezte, hogy a dal filmes klipje megerősíti azt a tényt, hogy miközben Madonna vitathatatlanul szex pozitív, a szex, a hatalom és az önbizalom érzelmi metszéspontjai nem árnyalatlanok. Madonna as Postmodern Myth című könyvében a szerző George-Claudes Guilbert a videót a műfaj remekműveként írja le. Hagyományos erkölcsi üzenetet közvetít az egyéjszakás kaland lehetséges veszélyeiről. A Billboard magazin 2012-es olvasói szavazatok alapján Madonna legjobb zenei videói közül a "Bad Girl"-t a 9. helyre szavazták.
A dal videoklipje 2009 októberében került fel a YouTube csatornára, ahol 2021 szeptemberéig 7, 7 millióan tekintették meg.

## Élő előadások
Madonna csak egyszer adta elő a dalt élőben 1993 januárjában, a Saturday Night Live című  műsorban, és a végén azt kiabálta: "Harcolj az igazi ellenséggel, miközben összetépett 8-10 fényképet Joey Buffafuocoról, Ami Fisher állítólagos szeretőjéröl, egy Long Island beli tinédzserről, aki arcon lőtte Bufafuoco feleségét. Ez az akció Sinead O'Connor 1992 októberében a Saturday Night Live című műsorban tett cselekedetének hamisítása volt, amelyben széttépte II. János Pál pápa fényképét, és ekkor kiabálta a "Harcolj az igazi ellenség ellen!" című mondatot, mely tiltakozás volt a római katolikus egyház szexuális visszaéléseivel szemben. A Deseret News szerint O'Connor incidense után Madonna kijelentette, hogy úgy véli, O'Connor tiszteletlensége túl messzire ment. O'Connor megnyilvánulásának hamisítása Madonna részéről, úgy tűnt, hogy szórakoztató. A Huffington Post felvette a "Bad Girl" Saturday Night Live előadását Madonna leglegendásabb előadásainak listájára kijelentve, hogy ez volt a "csúcspontja" a műsorban való megjelenésének.

## Számlista
| US 7" vinyl, kazetta single / Japán 3" CD single (5439-18650-7, 5439-18650-4 / WPDP-6321) 1. "Bad Girl" (Edit) – 4:38 2. "Fever" (Album Version) – 5:00 US 12" maxi-single (9362-40793-0) 1. "Bad Girl" (Extended Mix) – 6:29 2. "Fever" (Extended 12") – 6:08 3. "Fever" (Shep's Remedy Dub) – 4:29 4. "Fever" (Murk Boys Miami Mix) – 7:10 5. "Fever" (Murk Boys Deep South Mix) – 6:28 6. "Fever" (Oscar G's Dope Mix) – 4:55 US / Australian CD maxi-single (9362-40793-2) 1. "Bad Girl" (Edit) – 4:38 2. "Fever" (Murk Boys Miami Mix) – 7:10 3. "Fever" (Extended 12") – 6:08 4. "Bad Girl" (Extended Mix) – 6:29 5. "Fever" (Murk Boys Deep South Mix) – 6:28 6. "Fever" (Hot Sweat 12") – 7:55 | UK CD single, 12" vinyl (9362-40789-2 / 9362-40789-0) 1. "Bad Girl" (Edit) – 4:38 2. "Erotica" (William Orbit 12") – 6:07 3. "Erotica" (William Orbit Dub) – 4:53 4. "Erotica" (Madonna's in My Jeep Mix) – 5:46 UK 7" vinyl, Cassette single (5439-18556-7 / W0154C, 5439-18580-4) 1. "Bad Girl" (Edit) – 4:38 2. "Erotica" (William Orbit Dub) – 4:53 European 7" vinyl single (5439-18556-7) 1. "Bad Girl" (Edit) – 4:38 2. "Deeper and Deeper" (Shep's Deep Bass Dub) – 5:00 French / European CD single, 12" single (9362-40812-9 / 9362-40810-0) 1. "Bad Girl" (Edit) – 4:38 2. "Deeper and Deeper" (Shep's Deep Bass Dub) – 5:00 3. "Deeper and Deeper" (Shep's Deepstrumental) – 5:31 |

## Slágerlista

### Heti összesítések
| Slágerlista (1993)                                  | Legjobb helyezések |
| --------------------------------------------------- | ------------------ |
| Ausztrália (ARIA)                                   | 32                 |
| Belgium (Ultratop 50 Flanders)                      | 40                 |
| Kanada Top Singles (RPM)                            | 20                 |
| Europe (Eurochart Hot 100)                          | 26                 |
| Franciaország (Single Top 100)                      | 44                 |
| Németország (Media Control Charts)                  | 47                 |
| Iceland (Íslenski Listinn Topp 40)                  | 3                  |
| Írország (IRMA)                                     | 20                 |
| Italy (Musica e dischi)                             | 3                  |
| Netherlands (Dutch Top 40 Tipparade)                | 2                  |
| Hollandia (Single Top 100)                          | 34                 |
| Új-Zéland (Recorded Music NZ)                       | 35                 |
| Poland (LP3)                                        | 7                  |
| Svájc (Schweizer Hitparade)                         | 25                 |
| Egyesült Királyság (UK Singles Chart)               | 10                 |
| US Billboard Hot 100                                | 36                 |
| US Hot Dance Singles Sales (Billboard) with "Fever" | 1                  |
| US Mainstream Top 40 (Billboard)                    | 26                 |

### Év végi összesítések
| Slágerlista (1993)                 | Helyezés |
| ---------------------------------- | -------- |
| Iceland (Íslenski Listinn Topp 40) | 46       |